# Hirtella standleyi
Hirtella standleyi är en tvåhjärtbladig växtart som beskrevs av Charles Baehni och James Francis Macbride. Hirtella standleyi ingår i släktet Hirtella och familjen Chrysobalanaceae. Inga underarter finns listade i Catalogue of Life.